# Эйнар, Жан Габриэль
Жан Габриэль Эйнар (фр. Jean-Gabriel Eynard; 28 декабря 1775, Лион — 5 февраля 1863, Женева) — швейцарский банкир, филэллин и пионер фотографии (дагеротипии) в Швейцарии.

## Биография
Жан Габриэль Эйнар происходил из семьи, обосновавшейся в Швейцарии с XVII века, но родился в Лионе, где его отец открыл коммерческое дело. Во время французской революции его семья покинула Францию и нашла убежище в Ролле, Швейцария.
В 1795 году Жан Габриэль и его брат Жак переселились в Геную, Италия, где вскоре возглавили процветающее торговое предприятие. В 1800 году войска Массены вошли в город, и Жану Габриэлю было доверено их снабжение. В частности, он поставил им мундиры, выкроенные из голубой ткани, называемой «bleu de Gênes», откуда много позже пошли всемирно известные «blue jeans» (джинсы).
В 1801 году он вступил в спекулятивную и опасную финансовую операцию, став единственным держателем облигаций, выпущенных герцогом Этрурии. Этот смелый ход увенчался успехом и стал основой его огромного состояния.
В 1803 году он переехал во Флоренцию, приглашённый королевой Этрурии. Здесь он приложил много усилия и таланта для реформы и улучшения финансов княжества Лукка и Пьомбино, и успех сопутствовал ему в этом тосканском государстве. Под правлением сестры Наполеона Элизы Бачокки, великой герцогини Тоскании, Эйнар продолжил свою работу с большим успехом и был осыпан почестями и привилегиями.
В 1809 году он провёл длительное время в Париже, ожидая возвращения императора, чтобы выразить ему благодарность от имени Коммерческой палаты Ливорно и Средиземноморской палаты за коронование Элизы на великое герцогство.
В 1810 году Эйнар вернулся в Женеву, где построил себе дворец (сегодняшняя мэрия города). В 1814 году он принял участие в Венском конгрессе, где познакомился с Иоанном Каподистрией, «благодетелем Швейцарии»:56 и автором её конституции:57.
Уважение, которое Эйнар испытывал к Каподистрии, и дружба, которая связала двух мужей, во многом предопределили участие Эйнара в греческих делах.

## Филэллин
С началом Греческой революции 1821 года, Эйнар выделил огромные суммы в пользу сражающейся Греции и неоднократно выступал дипломатическим посредником в европейских странах в защиту греческих интересов. С 1825 года Эйнар возглавил филэллинский комитет Швейцарии:168.
К 1826 году, когда Греческая революция находилась в опасности, будучи в кольце египетского и османского вторжений, Эйнар и его комитеты оставался одним из немногих источников финансирования революции:Γ251.
В 1827 году Каподистрия принял правление Грецией. По пути в Грецию, Каподистрии, с помощью Эйнара и других филэллинских комитетов, удалось собрать 100 тыс. франков для разрушенной за 7 лет войны и продолжающей сражаться страны:Δ12.
Греческие историки, подчёркивая дружеские отношения Каподистрии с четой Эйнар, пишут, что по прибытии в Грецию Каподистрия не носил никаких украшений и роскошной одежды, кроме голубого шарфа, вышитого для него госпожой Эйнар:Δ117.
К осени 1829 года военные действия на территории Греции практически прекратились, и в октябре Эйнар выслал греческому правительству 700 тыс. франков авансом, против займа, на восстановление страны. В своём благодарственном письме Каподистрия пишет своему другу, что оппозиция против него поддерживается Францией и Британией:Δ421.
Каподистрия был убит в городе Нафплион 27 сентября 1831 года. Убийство друга не поколебало филэллинизм Эйнара. Продолжая своё участие в воссоздании греческого государства, Эйнар стал в 1841 году, вместе с Г. Ставросом, одним из двух основателей и почётным президентом Национального банка Греции:237.
На правах филэллина, Эйнар обратился в 1843 году к политикам Греции с письмом, требуя прекращении междоусобицы:239-240.
Существенным было вмешательство Эйнара во время кризиса 1847 года, связанного с погашением британского займа 60 млн франков 1832 года, когда в ходе переговоров с британскими кредиторами Эйнар внёс свои полмиллиона франков.

## Дагеротипия
Сразу после изобретения дагеротипии в 1839 году, Эйнар увлёкся ей. Он стал пионером фотографии, сделав большинство своих снимков между 1842 и 1863 годами, запечатлев семейные сцены, свой дворец, пейзажи, своих слуг и сделав несколько автопортретов.
Эйнар умер 5 февраля 1863 года в Женеве. Похоронен на Кладбище Королей.

## Память
В его честь Национальный банк Греции назвал здание своего Культурного центра в Афинах
«Дворец Эйнара».
Имя Эйнара было присвоено основанному в 1918 году Обществу греческо-швейцарской дружбы (греч. Ελληνο-ελβετικός Σύλλογος του Ιωάννη-Γαβριήλ Ευνάρδου).
Именем Эйнара названа улица в Афинах.